# Уулу
Уулу (ест. Uulu) — село у волості Хяедемеесті повіту Пярнумаа, Естонія. Адміністративний центр волості Хяедемеесте.
До адміністративної реформи місцевих самоврядувань Естонії 2017 року входила до складу волості Тахкуранна та була її адміністративним центром.

## Географія
Розташована за 15 кілометрів від центру міста Пярну. Висота над рівнем моря — 22 метри.
Через село проходить двокілометровий канал Уулу, прокладений від річки Уулу (Ура). На території села знаходиться район охорони прибережних сосен і парк колишньої мизи Уулу (3,2 гектара), що охороняється державою; частина її території також займає природоохоронна зона Уулу-Вийсте.

## Населення
За даними перепису населення 2011 року, у селі проживало 478 осіб, з них 474 (99,2 %) — Естонці.
У 2020 році в селі проживали 514 осіб, з них 261 чоловік та 253 жінки; чисельність дітей віком до 14 років включно становила 94 особи, кількість осіб пенсійного віку (65 років і старше) — 89.
Чисельність населення села Уулу :
| Рік    | 2000 | 2011  | 2017  | 2018  | 2019  | 2020  | 2021  |
| ------ | ---- | ----- | ----- | ----- | ----- | ----- | ----- |
| Людина | 535  | ↘ 478 | ↗ 550 | ↘ 545 | ↘ 519 | ↘ 514 | ↘ 505 |

## Історія
Перша згадка про село відноситься до 1514 (Ulenn).
У писемних джерелах 1560 згадується село Ulen, 1638 і 1797 років — Uhla, 1923 — Uulu (поселення).
На військово-топографічних картах Російської імперії (1846—1897 роки), до складу якої входила Ліфляндська губернія, позначені миза та село: відповідно мз. Ула та Ула-кюля.
У 1920-х роках Уулу було поселенням, приблизно в 1939 році воно набуло статусу села. У 1977 році, в період кампанії з укрупнення сіл, з Уулу було об'єднане село Раннакюла, що з'явилося на картах у 1930-х роках.
Деякі будинки Уулу перебудовані з господарських будівель мизи Уулу. У 1848 — 1892 роках мизою володів гвардії капітан барон Рейнхольд Сталь-фон-Гольштейн. У 1879 році на мизі його відвідав російський спадкоємець престолу, майбутній імператор Олександр III. Головний будинок мизи, що нагадував замок, був зруйнований в 1917 році.

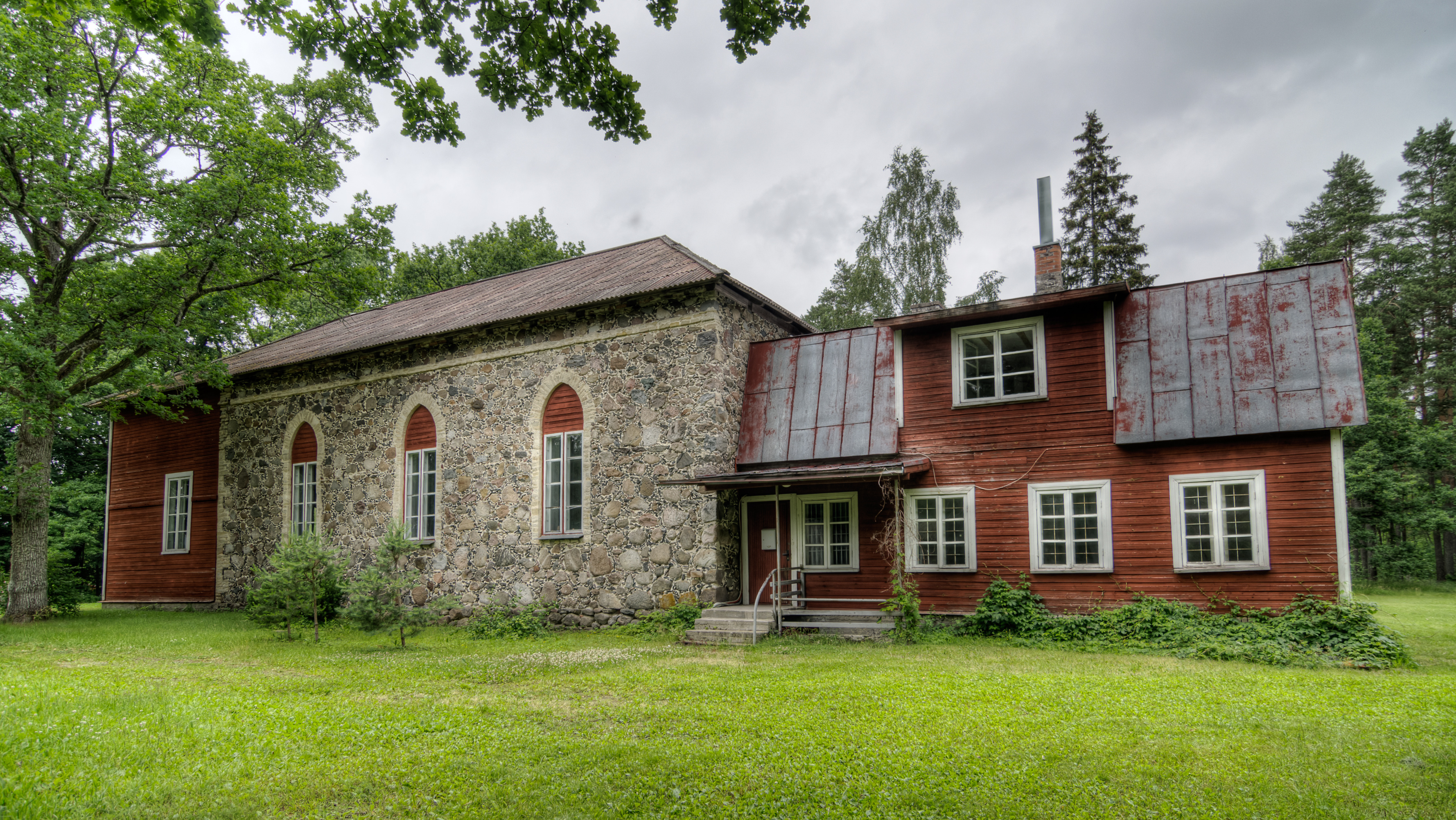
Колишня церква мизи Уулу

Свого часу біля мизи був порт для баронських розважальних морських суден із довгою дерев'яною береговою стінкою для рибальських човнів. У роки Кримської війни цю стінку разом з багатьма кораблями й човнами спалили британські військові кораблі, що билися в Пярнуській затоці.
У старовинному парку між сосновим лісом і річкою Уулу в 1867 році було проведено Свято пісні Пярнуської церковної парафії — одне з перших подібних свят в Естонії. У ньому брало участь 7 хорів із 250 співаками.
У 1880 році бароном фон Гольштейном на згадку про свою першу дружину Елеонору (1824—1845) на мизі була побудована церква, яка в радянський період використовувалася як спортзал. Зараз вона повернута Пярнуському приходу Святої Єлизавети, але як церква не використовується.

## Інфраструктура
У селі працюють дитячий садок, основна школа (у 2002/2003 навчальному році 139 учнів, у 2009/2010 навчальному році — 121), бібліотека, культурно-спортивний центр, кафе та кілька невеликих готелів. У 2007 році у сільському культурно-спортивному центрі розпочав роботу Відкритий центр молоді Тахкуранна (TANK). Зареєстровано також кілька малих підприємств (чисельність працівників менше ніж 15): сільськогосподарське, деревообробне, меблеве, будівельне, підприємство, що випускає невеликі яхти і магазин автозапчастин.
Продуктовий магазин та поштова контора були закриті влітку 2019. Найближчі магазини знаходяться в Пярну.
Два рази на тиждень у селі ведуть приймання сімейний лікар та медсестра.
Околиці села є відомим у країні місцем літнього відпочинку.